# Coigny
Coigny ist eine Ortschaft und eine ehemalige französische Gemeinde mit 168 Einwohnern (Stand: 1. Januar 2022) im Département Manche in der Region Normandie.
Mit Wirkung vom 1. Januar 2016 wurden die früheren Gemeinden Lithaire, Coigny, Prétot-Sainte-Suzanne und Saint-Jores zu einer Commune nouvelle mit dem Namen Montsenelle zusammengelegt und haben in der neuen Gemeinde den Status einer Commune déléguée. Der Verwaltungssitz befindet sich im Ort Lithaire.

## Lage
Nachbarorte sind Vindefontaine im Nordwesten, Cretteville im Norden, Houtteville im Nordosten, Appeville im Osten, Baupte im Südosten, Saint-Jores im Süden und Prétot-Sainte-Suzanne im Westen.

## Bevölkerungsentwicklung
| Jahr      | 1962 | 1968 | 1975 | 1982 | 1990 | 1999 | 2008 | 2015 |
| --------- | ---- | ---- | ---- | ---- | ---- | ---- | ---- | ---- |
| Einwohner | 236  | 237  | 247  | 254  | 232  | 204  | 207  | 163  |

## Sehenswürdigkeiten
- Schloss Franquetot, Monument historique seit 1968
- Kleiner Schlossbau, Monument historique seit 1978
- Kirche Saint-Pierre

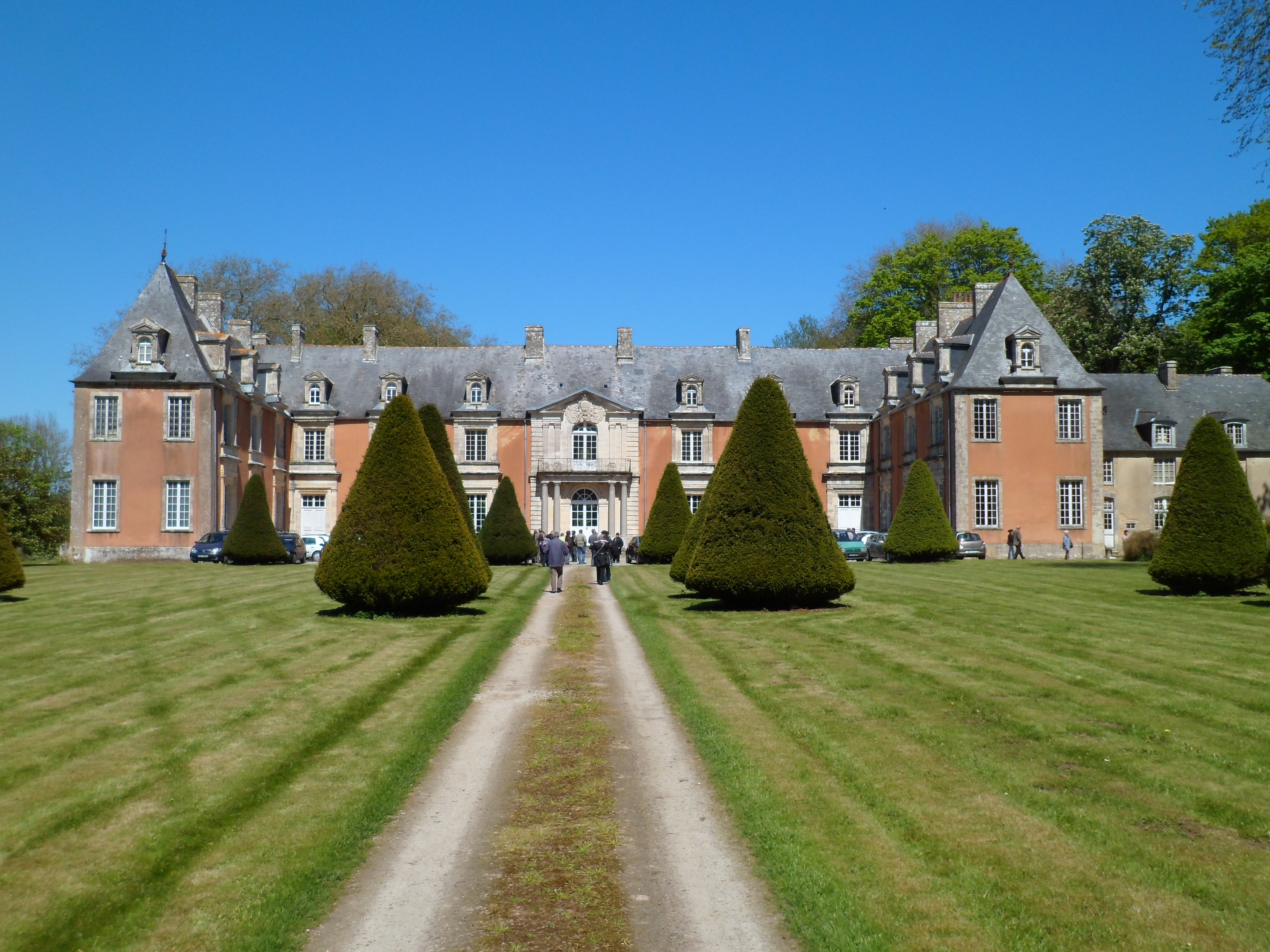
Schloss Franquetot
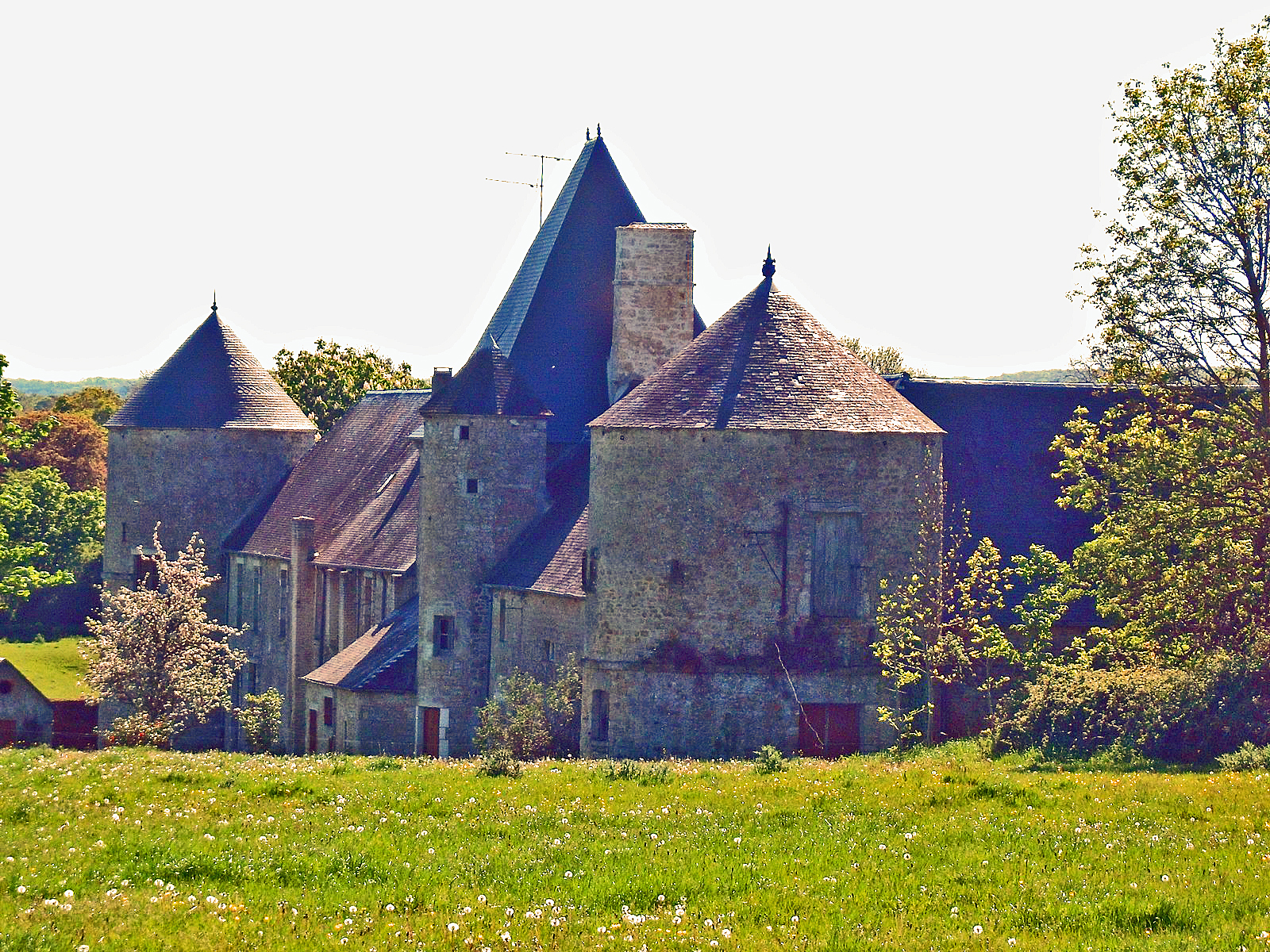
Kleiner Schlossbau
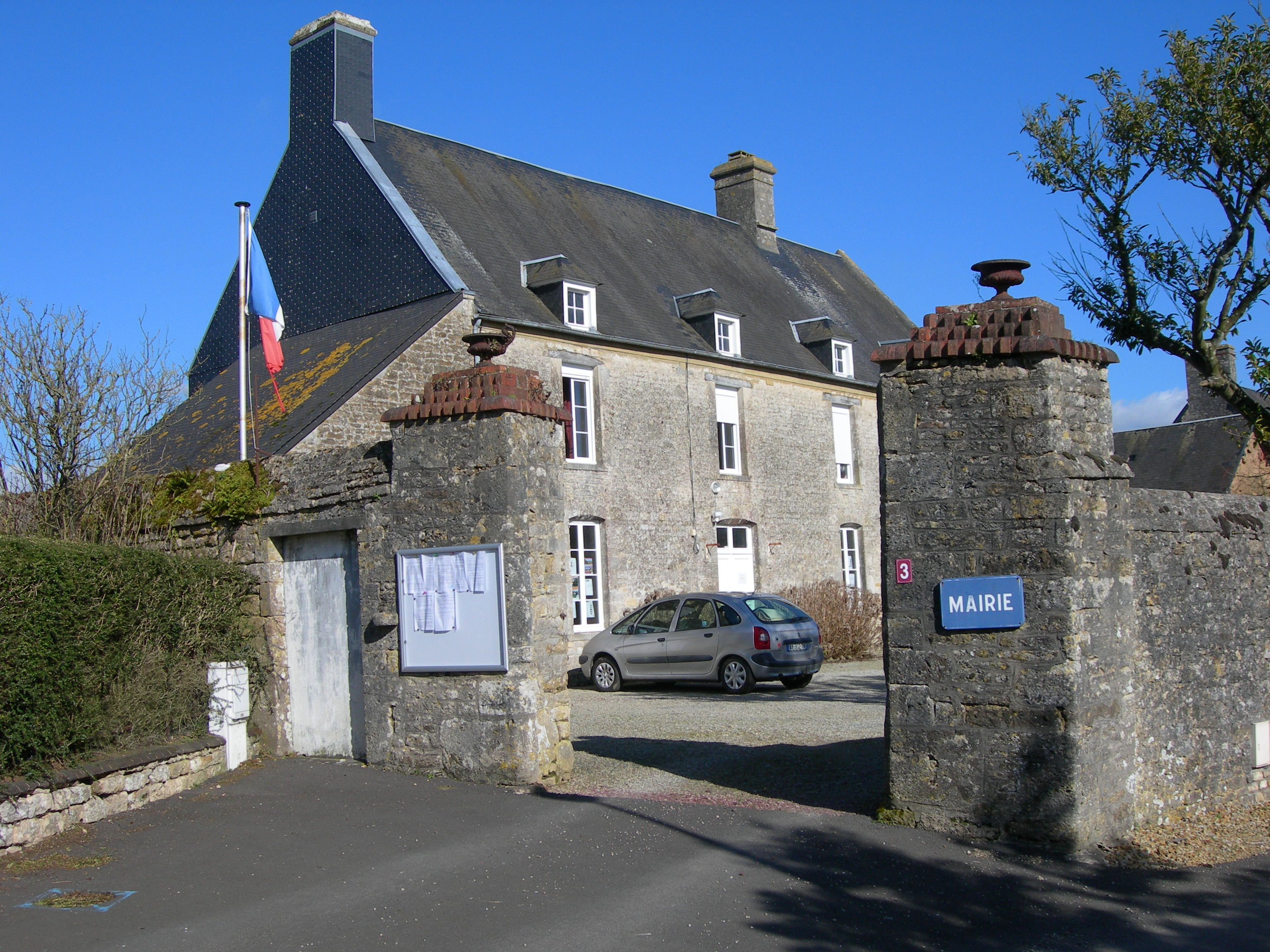
Ehemalige Mairie
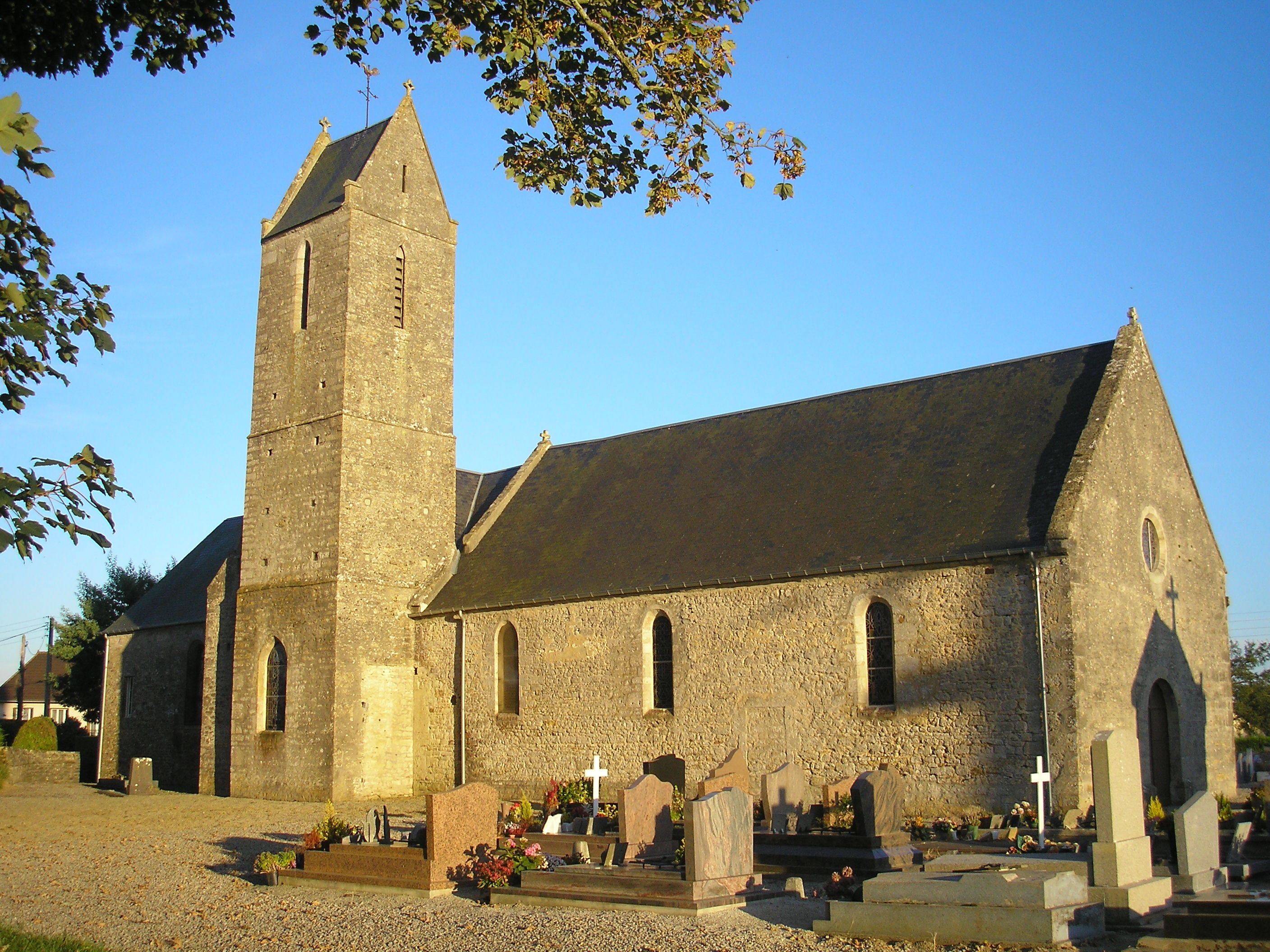
Kirche Saint-Pierre